# Дессуар, Макс
Макс Дессуар (нем. Max Dessoir; 8 февраля 1867, Берлин — 19 июля 1947, Кёнигштайн, Германия) — немецкий эстетик и психолог. Последователь В. Дильтея.

## Биография
Окончил гимназию в 1881 году. Затем учился в университетах Вюрцбурга и Берлина. Имел звания доктора медицины и доктора философии (1889). Дессуар — основоположник критического анализа парапсихологических феноменов. С 1885 года приступил к систематическим наблюдениям за медиумами. На основе этих наблюдений сделал обобщающие выводы о сущности этих явлений на основе понятия подсознательного. («Vom Jenseits der Seele: Die Geheimwissenschaften in kritischer Betrachtung», 1917). Дессуар придумал сам термин «парапсихология». С 1891 года Дессуар начал работать в качестве приват-доцента в Берлинском университете.
В 1893 году он защитил диссертацию («Psychologischen Skizzen»). С 1897 года работает экстраординарным профессором. А с 1920 года по 1934 год работает ординарным профессором Берлинского университета.
После войны в 1947 году стал преподавать во Франкфурте.
Он вместе с Э. Утицем основал школу эстетики. В своих работах Дессуар понимал эстетику значительно шире, чем искусство, включая в неё природу и повседневную жизнь.
С 1906 года издаёт журнал «Zeitschrift fur Asthetik und allgemeine Kunstwissenschaft». В 1913 году по его инициативе был организован 1-й Интернациональный конгресс эстетики.